# Tour de Langkawi
Il Tour de Langkawi è una corsa a tappe maschile di ciclismo su strada che si svolge annualmente in Malaysia. Disputata dal 1996, dal 2005 è inserita nel calendario dell'UCI Asia Tour come gara di classe 2.HC.
Prende il nome dall'arcipelago di Langkawi, luogo di partenza e arrivo della prima edizione.

## Storia
La gara fu voluta dall'allora primo ministro malese Mahathir Mohamad per inserire la Malaysia "sulla mappa mondiale dello sport e del turismo". La prima edizione si svolse nel 1996.
L'ultima tappa è stata annullata due volte a causa della forte pioggia nel 2003 e nel 2006.
Durante la prima tappa dell'edizione del 2004, la polizia ha permesso per un errore ai veicoli di circolare. I corridori hanno deciso di neutralizzare la tappa.
I corridori che si sono aggiudicati 2 edizioni della corsa sono l'italiani Paolo Lanfranchi, che vinse nel 1999 e nel 2001, e il colombiano José Serpa che si impose nel 2009 e nel 2012.

## Percorso
La gara a tappe è di solito costituita da un numero di tappe variabile, fra le otto e le dieci. Mentre il percorso cambia ogni anno, la scalata delle Cameron Highlands, sui Monti Titiwangsa, la più dura del corsa, è sempre presente e risulta decisiva ai fini della classifica generale.

## Albo d'oro
Aggiornato all'edizione 2024.
| Anno | Vincitore                             | Secondo                               | Terzo                                 |
| ---- | ------------------------------------- | ------------------------------------- | ------------------------------------- |
| 1996 | Damian McDonald                       | Chris Newton                          | Brett Dennis                          |
| 1997 | Luca Scinto                           | Jens Voigt                            | Alberto Elli                          |
| 1998 | Gabriele Missaglia                    | Giuliano Figueras                     | Niklas Axelsson                       |
| 1999 | Paolo Lanfranchi                      | Sergej Ivanov                         | Alan Iacuone                          |
| 2000 | Chris Horner                          | Julio Pérez Cuapio                    | Fortunato Baliani                     |
| 2001 | Paolo Lanfranchi                      | Paolo Bettini                         | Chris Wherry                          |
| 2002 | Hernán Darío Muñoz                    | Robert Hunter                         | David George                          |
| 2003 | Tom Danielson                         | Hernán Darío Muñoz                    | Freddy González                       |
| 2004 | Freddy González                       | Ryan Cox                              | Dave Bruylandts                       |
| 2005 | Ryan Cox                              | José Rujano                           | Tiaan Kannemeyer                      |
| 2006 | David George                          | Francesco Bellotti                    | Gabriele Missaglia                    |
| 2007 | Anthony Charteau                      | José Serpa                            | Walter Pedraza                        |
| 2008 | Ruslan Ivanov                         | Matthieu Sprick                       | Gustavo César Veloso                  |
| 2009 | José Serpa                            | Jai Crawford                          | Jackson Rodríguez                     |
| 2010 | José Rujano                           | Gong Hyo-Suk                          | Hossein Askari                        |
| 2011 | Jonathan Monsalve                     | Libardo Niño                          | Emanuele Sella                        |
| 2012 | José Serpa                            | José Rujano                           | Victor Niño                           |
| 2013 | Julián Arredondo                      | Pieter Weening                        | Sergio Pardilla                       |
| 2014 | Mirsamad Pourseyedi                   | Merhawi Kudus                         | Isaac Bolivar                         |
| 2015 | Youcef Reguigui                       | Valerio Agnoli                        | Sebastián Henao                       |
| 2016 | Reinardt Janse van Rensburg           | Daniel Jaramillo                      | Miguel Ángel López                    |
| 2017 | Ryan Gibbons                          | Cameron Bayly                         | Alberto Cecchin                       |
| 2018 | Artëm Ovečkin                         | Łukasz Owsian                         | Benjamin Dyball                       |
| 2019 | Benjamin Dyball                       | Keegan Swirbul                        | Vadim Pronskij                        |
| 2020 | Danilo Celano                         | Evgenij Fëdorov                       | Artëm Ovečkin                         |
| 2021 | annullata per la Pandemia di COVID-19 | annullata per la Pandemia di COVID-19 | annullata per la Pandemia di COVID-19 |
| 2022 | Iván Sosa                             | Hugh Carthy                           | Torstein Træen                        |
| 2023 | Simon Carr                            | Jefferson Alexander Cepeda            | Pablo Castrillo                       |
| 2024 | Max Poole                             | Thomas Pesenti                        | Unai Iribar                           |

### Altre classifiche
| Anno | Punti                                 | Scalatori                             | Miglior asiatico                      |
| ---- | ------------------------------------- | ------------------------------------- | ------------------------------------- |
| 2000 | Gordon Fraser                         | Julio Alberto Pérez Cuapio            | Wong Kam Po                           |
| 2001 | Paolo Bettini                         | Paolo Lanfranchi                      | Wong Kam Po                           |
| 2002 | Robert Hunter                         | Ruber Marín                           | Tonton Susanto                        |
| 2003 | Graeme Brown                          | Roland Green                          | Tomoya Kano                           |
| 2004 | Gordon Fraser                         | Ruber Marín                           | Ghader Mizbani                        |
| 2005 | Graeme Brown                          | Ryan Cox                              | Koji Fukushima                        |
| 2006 | Steffen Radochla                      | David George                          | Hossein Askari                        |
| 2007 | Alberto Loddo                         | Walter Pedraza                        | Ghader Mizbani                        |
| 2008 | Aurélien Clerc                        | Filippo Savini                        | Shinichi Fukushima                    |
| 2009 | Mattia Gavazzi                        | José Serpa                            | Tonton Susanto                        |
| 2010 | Anuar Manan                           | Peter McDonald                        | Gong Hyo-Suk                          |
| 2011 | Andrea Guardini                       | Jonathan Monsalve                     | Rahim Emami                           |
| 2012 | Andrea Guardini                       | José Serpa                            | Aleksandr D'jačenko                   |
| 2013 | Francesco Chicchi                     | Wang Meiyin                           | Wang Meiyin                           |
| 2014 | Aidis Kruopis                         | Matthew Brammeier                     | Mirsamad Pourseyedi                   |
| 2015 | Caleb Ewan                            | Kiel Reijnen                          | Tomohiro Hayakawa                     |
| 2016 | Andrea Guardini                       | Wang Meiyin                           | Adiq Husaine Othman                   |
| 2017 | Ryan Gibbons                          | John Ebsen                            | Hideto Nakane                         |
| 2018 | Andrea Guardini                       | Álvaro Duarte                         | Evgenij Gidič                         |
| 2019 | Travis McCabe                         | Angus Lyons                           | Vadim Pronskij                        |
| 2020 | Max Walscheid                         | Muhammad Nur Aiman Mohd Zariff        | Evgenij Fëdorov                       |
| 2021 | annullata per la Pandemia di COVID-19 | annullata per la Pandemia di COVID-19 | annullata per la Pandemia di COVID-19 |
| 2022 | Erlend Blikra                         | Muhammad Nur Aiman Mohd Zariff        | Jambaljamts Sainbayar                 |
| 2023 | Arvid de Kleijn                       | Simon Pellaud                         | Vadim Pronskij                        |
| 2024 | Matteo Malucelli                      | Mario Aparicio                        |                                       |

## Vittorie per nazione
| Pos. | Nazione                                       | Vittorie |
| ---- | --------------------------------------------- | -------- |
| 1    | Colombia                                      | 6        |
| 2    | Italia                                        | 5        |
| 3    | Sudafrica                                     | 4        |
| 4    | Stati Uniti Venezuela Australia Gran Bretagna | 2        |
| 8    | Algeria Francia Iran Moldavia Russia          | 1        |